# Petición de principio
En retórica y lógica clásicas, la petición de principio o presuponer la conclusión (del latín petitio principii, «suponer el punto inicial») es una falacia informal que se produce cuando la proposición que se pretende probar se incluye implícita o explícitamente entre las premisas del argumento, que asumen la verdad de la conclusión, en lugar de respaldarla. La primera definición conocida en Occidente de esta falacia fue acuñada por Aristóteles en su obra Primeros analíticos.
Históricamente, esta falacia se refiere a un fallo en un argumento dialéctico en el que el orador asume alguna premisa que no se ha demostrado que sea cierta. En el uso moderno, ha llegado a referirse a un argumento en el que las premisas asumen la conclusión sin apoyarla. Esto lo convierte en un ejemplo de razonamiento circular.
Ejemplo, el siguiente argumento es una petición de principio:
1. Yo siempre digo la verdad.
2. Por lo tanto, yo nunca miento.

En este argumento, la conclusión está contenida en la premisa, pues decir la verdad es antónimo de mentir. Las peticiones de principio resultan más persuasivas cuando son lo suficientemente largas como para hacer olvidar al receptor que la conclusión ya fue admitida como premisa.
Otros ejemplos son:
- «Se sabe desde hace miles de años que la Tierra es redonda. Por lo tanto, la Tierra es redonda».
- «Las drogas son ilegales, por lo que deben ser malas para la salud. Por lo tanto, no deberíamos legalizar las drogas porque son malas para la salud».

Asimismo, la afirmación: «El verde es el mejor color porque es el más verde de todos los colores» afirma que el color verde es el mejor porque es el más verde, lo que presupone que es el mejor. Otro ejemplo puede encontrarse en uno de los argumentos sobre la existencia de Dios, el abrahámico, basados en la revelación:
1. Las sagradas escrituras (biblia, corán, tanaj, etc.) afirman que Dios existe.
2. Las sagradas escrituras son verdaderas porque fueron escritas por Dios o por personas inspiradas por Dios.
3. Dios es la fuente y la garantía de la verdad.
4. En conclusión, Dios existe.

Sin embargo, en el uso vernáculo moderno, la petición de principio se usa a menudo para significar «plantear la pregunta» o «sugerir la pregunta». A veces se confunde con «eludir la pregunta», un intento de evitarla, o tal vez más a menudo rogar la pregunta significa simplemente dejar la pregunta sin respuesta.
La falacia es un tipo de razonamiento circular: un argumento que requiere que la conclusión deseada sea verdadera. Esto ocurre a menudo de manera indirecta, de modo que la presencia de la falacia está oculta, o al menos no es fácilmente evidente.
Formalmente, las peticiones de principio son argumentos deductivamente válidos, pues es deductivamente válido que de A se sigue A. Existe desacuerdo acerca de por qué algunos argumentos deductivamente válidos se consideran peticiones de principio y otros no. Una propuesta[¿quién?] es que la diferencia es psicológica: si la conclusión nos parece demasiado obvia con respecto a las premisas, entonces consideramos que el argumento es una petición de principio; de lo contrario, no.
Esta denominación no se suele aplicar a la falacia más general que resulta cuando la evidencia dada para una proposición necesita tanta prueba como la proposición misma. La denominación más usada para una argumentación semejante es la de falacia de las muchas preguntas.
Toda petición de principio tiene esta característica: que la proposición por ser probada (como conclusión) se asume en algún punto anterior, se asume en alguna de las premisas. Debido a lo anterior, esta falacia fue clasificada por Aristóteles como una falacia material, en vez de como una falacia lógica.
La petición de principio es una forma de razonamiento circular y, como tal, puede dejar de ser falaz si es lo suficientemente amplia. Por ejemplo, en los diccionarios las definiciones son siempre circulares (pues definen palabras a partir de más palabras), pero no por eso dejan de ser informativas y por lo tanto no se consideran problemáticas. Del mismo modo, una petición de principio lo suficientemente amplia puede dejar de ser un círculo vicioso para pasar a ser un círculo virtuoso.

## Estructura
La petición de principio tiene la siguiente estructura:
1. p implica q
2. Suponga p
3. Por lo tanto, q

Para ilustrar este concepto se puede considerar el siguiente ejemplo:
1. Todo lo que existe es la materia.
2. Dios no es material.
3. Por lo tanto, Dios no existe.

Del mismo modo:
1. Solo Dios puede crear.
2. Todo lo que existe ha sido creado.
3. Por lo tanto, Dios existe.

Al presuponer sin demostrar desde la premisa 1 la conclusión se estaría incurriendo en este tipo de falacia.